# Saudi Broadcasting Authority
Saudi Broadcasting Authority, nota anche con l'acronimo SBA (in arabo: هيئة الإذاعة والتلفزيون), precedentemente Saudi Broadcasting Corporation (SBC) e Broadcasting Services of the Kingdom of Saudi Arabia (BSKSA), è l'ente radiotelevisivo pubblico dell'Arabia Saudita, sotto la supervisione del Ministero dei Media.
SBA gestisce quasi tutte le emittenti del Paese.
Trasmette dalla capitale Riad in arabo.

## Storia
La radiodiffusione fu introdotta in Arabia Saudita nel 1948. Nel 1964 Riyadh Broadcasting Station iniziò le sue trasmissioni e nel 1979 le stazioni esistenti furono unificate nel General Service.
In aggiunta al General Service ci sono diverse altre stazioni radiofoniche, tra cui il Second Programme Service, che trasmette programmi folkloristici, teatrali, ricreativi, letterari e scientifici. Altre stazioni radio includono The Call of Islam Broadcasting Service, Holy Qur’an Broadcasting Channel e il multilingue Foreign Service.
Le trasmissioni televisive pubbliche in Arabia Saudita iniziarono nel 1965. Esistono 10 canali televisivi di cui 2 reti di intrattenimento generale in arabo e in inglese, 2 di sport, 1 di notizie, 1 di programmi per bambini, 2 di programmi dal vivo 24 ore su 24 da La Mecca e Medina, 1 di finanza e 1 di cultura.
Con sede presso il complesso televisivo di Riad, SBA è supervisionata dal Ministero della cultura e dell'informazione. Ha un personale di 4.000 dipendenti.
I suoi canali sono tutti disponibili su vari satelliti. A giugno 2006 iniziarono le trasmissioni digitali terrestri con 4 canali TV, 4 stazioni radio e 1 servizio interattivo. Al giugno 2011 SBA raggiungeva il 95% della popolazione con un totale di 110 trasmettitori.

## Servizi

### Televisione
- Al Saudiya — primo canale dell'Arabia Saudita, trasmette tre telegiornali al giorno, serie televisive e programmi di intrattenimento
- Al Ekhbariya — canale di notizie
- AlRiyadiya — canale di sport che trasmette i match della SPL League e della nazionale saudita di calcio, ma anche i tornei che si tengono in Arabia Saudita come la Supercoppa spagnola e italiana e altri eventi
- SBC — canale di intrattenimento, sport, fiction e programmi dal vivo
- Quran TV — diretta da Masjid al-Haram
- Sunnah TV — diretta da Masjid al-Nabawi

### Radio
- Saudi General Program (o Riyadh Radio, إذاعة الرياض)
- Saudi Second Program (o Jeddah Radio, إذاعة جدة)
- Saudia Radio (راديو السعودية)
- International Programs (الإذاعات الدولية السعودية)
- Holy Quran Radio (إذاعة القرآن الكريم)
- Nedaa Al-Islam Radio (إذاعة نداء الإسلام)
- Military Radio (إذاعة الجيش السعودي)

## Ricezione

### Satellite[6]
| Satellite          | Al Yah 1                                       | Arabsat 5A                                     | Badr 7                                         | Badr 4                                         | Hotbird 13G                                    | Nilesat 201                                    | Nilesat 201                                    |
| Posizione orbitale | 52.5° Est                                      | 30.5° Est                                      | 26.0° Est                                      | 26.0° Est                                      | 13.0° Est                                      | 7.0° Ovest                                     | 7.0° Ovest                                     |
| Bouquet            | /                                              | /                                              | /                                              | /                                              | /                                              | /                                              | /                                              |
| Canali             | Al Saudiya Al Ekhbariya SBC Quran TV Sunnah TV | Al Saudiya Al Ekhbariya SBC Quran TV Sunnah TV | Al Saudiya Al Ekhbariya SBC Quran TV Sunnah TV | Al Saudiya Al Ekhbariya SBC Quran TV Sunnah TV | Al Saudiya Al Ekhbariya SBC Quran TV Sunnah TV | Al Saudiya Al Ekhbariya SBC Quran TV Sunnah TV | Al Saudiya Al Ekhbariya SBC Quran TV Sunnah TV |
| Frequenza          | 11747 MHz                                      | 10924 MHz                                      | 11230 MHz                                      | 12149 MHz                                      | 12558 MHz                                      | 12149 MHz                                      | 12284 MHz                                      |
| Polarizzazione     | Orizzontale                                    | Orizzontale                                    | Orizzontale                                    | Orizzontale                                    | Verticale                                      | Orizzontale                                    | Verticale                                      |
| SR                 | 27500 ksym/s                                   | 17000 ksym/s                                   | 27500 ksym/s                                   | 27500 ksym/s                                   | 27500 ksym/s                                   | 27500 ksym/s                                   | 27500 ksym/s                                   |
| FEC                | 5/6                                            | 3/4                                            | 3/4                                            | 5/6                                            | 5/6                                            | 3/4                                            | 5/6                                            |
| Modulazione        | 8PSK                                           |                                                |                                                | 8PSK                                           | 8PSK                                           |                                                | 8PSK                                           |

### Digitale terrestre
Da giugno 2006 SBA è presente su piattaforma digitale terrestre.